# Konurbacja

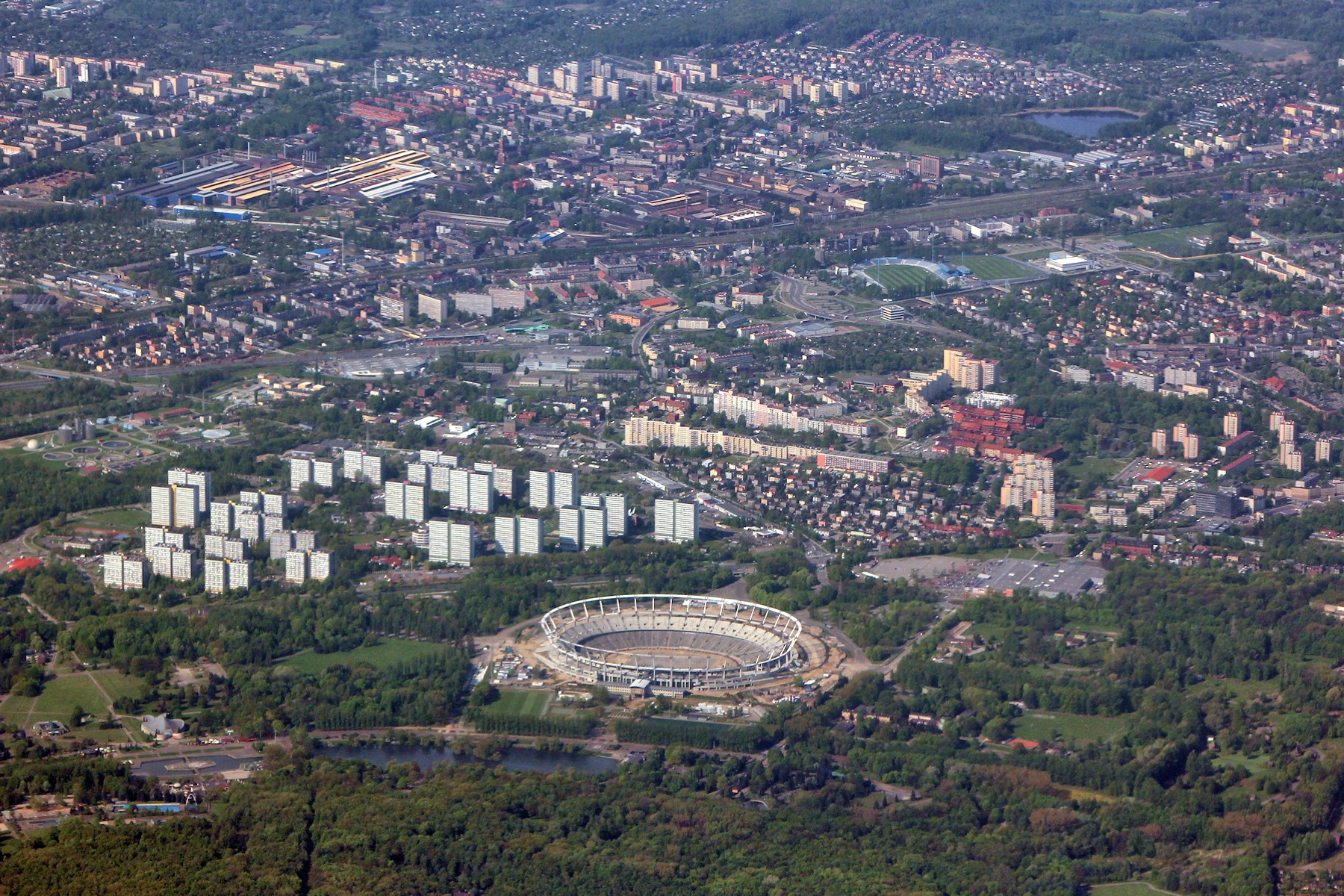
Zdjęcie lotnicze części terytoriów Katowic, Chorzowa i Świętochłowic. Postępująca w wyniku rewolucji przemysłowej urbanizacja obszarów podmiejskich doprowadziła do powstania konurbacji.

Konurbacja (z łac. con, „z, razem” i urbs, „miasto”) – typ aglomeracji powstałej w wyniku połączenia się w jeden obszar zurbanizowany wielu pierwotnie odrębnych miast, osiedli i przedmieść. Zazwyczaj konurbacja tworzy jednolity obszar dojazdów do pracy dzięki wytworzeniu się rozbudowanej sieci komunikacyjnej łączącej poszczególne jej części.
Konurbacje powstawały często w zagłębiach węglowych w czasie rewolucji przemysłowej.

## Przykłady konurbacji
na świecie:
- konurbacja Wielkiego Londynu(inne języki)
- Zagłębie Ruhry

w Polsce:
- konurbacja górnośląska
- Trójmiasto